# Cinachyrella vaccinata
Cinachyrella vaccinata är en svampdjursart som först beskrevs av Arthur Dendy 1922.  Cinachyrella vaccinata ingår i släktet Cinachyrella och familjen Tetillidae.
Artens utbredningsområde är Indiska oceanen. Inga underarter finns listade i Catalogue of Life.